# Championnat d'Andorre de football 2008-2009
Navigation
Saison précédente Saison suivante
La saison 2008-2009 de Primera Divisió était la quatorzième édition de la première division andorrane.
Lors de celle-ci, le FC Santa Coloma a tenté de conserver son titre de champion face aux sept meilleurs clubs andorrans lors d'une série de matchs se déroulant sur toute l'année.
Les huit clubs participants à la première phase de championnat ont été confrontés à deux reprises aux sept autres. Puis les quatre premiers se sont affrontés deux fois de plus pour se disputer la victoire finale et les quatre derniers pour éviter la relégation.
C'est l'UE Sant Julià qui a été sacré champion d'Andorre pour la deuxième fois.
Une seule place du championnat était qualificative pour les compétitions européennes, la deuxième place revenant au vainqueur de la Coupe de la Constitution 2008-2009.

## Qualifications en coupe d'Europe
À l'issue de la saison, le champion  s'est qualifié pour le 1er tour de qualification des champions de la Ligue des champions 2009-2010.
Le vainqueur de la Coupe de la Constitution a pris la place en Ligue Europa 2009-2010.

## Les 8 clubs participants
| Club                  | Ville               |
| --------------------- | ------------------- |
| FC Lusitanos          | Andorre-la-Vieille  |
| CE Principat          | Andorre-la-Vieille  |
| UE Santa Coloma       | Andorre-la-Vieille  |
| FC Ranger's           | Andorre-la-Vieille  |
| FC Santa Coloma       | Andorre-la-Vieille  |
| Inter Club d'Escaldes | Escaldes-Engordany  |
| UE Engordany          | Escaldes-Engordany  |
| UE Sant Julià         | Sant Julià de Lòria |

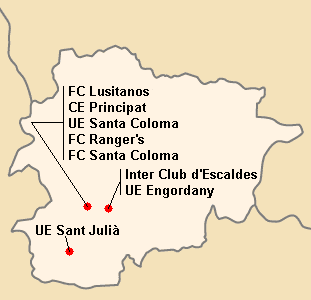
Localisation des clubs engagés dans le championnat.

En raison du peu de stades se trouvant sur le territoire d'Andorre, les matchs sont joués exclusivement à l'Estadi Nacional d'Aixovall d'une capacité de 1 500 places.

## Compétition

### Phase 1

#### Classement
Le classement est établi sur le barème de points classique (victoire à 3 points, match nul à 1, défaite à 0).
Pour départager les égalités, on tient d'abord compte de la différence de buts générale, puis du nombre de buts marqués, puis des confrontations directes et enfin si la qualification ou la relégation est en jeu, les deux équipes jouent une rencontre d'appui sur terrain neutre.
| Rang | Équipe                | Pts | J  | G  | N | P  | Bp | Bc | Diff |
| ---- | --------------------- | --- | -- | -- | - | -- | -- | -- | ---- |
| 1    | UE Sant Julià         | 35  | 14 | 11 | 2 | 1  | 69 | 10 | +59  |
| 2    | FC Santa Coloma T     | 33  | 14 | 10 | 3 | 1  | 58 | 5  | +53  |
| 3    | FC Lusitanos          | 30  | 14 | 10 | 0 | 4  | 36 | 17 | +19  |
| 4    | CE Principat          | 25  | 14 | 8  | 1 | 5  | 32 | 31 | +1   |
| 5    | UE Santa Coloma P     | 21  | 14 | 6  | 3 | 5  | 35 | 28 | +7   |
| 6    | UE Engordany          | 9   | 14 | 3  | 0 | 11 | 21 | 75 | -54  |
| 7    | Inter Club d'Escaldes | 7   | 14 | 2  | 1 | 11 | 12 | 48 | -36  |
| 8    | FC Ranger's           | 3   | 14 | 1  | 0 | 13 | 22 | 71 | -49  |

| Légende : Qualifications et relégations | Légende : Qualifications et relégations                                                           |
| --------------------------------------- | ------------------------------------------------------------------------------------------------- |
|                                         | Qualifié pour le tour des champions                                                               |
|                                         | Qualifié pour le tour de relégation                                                               |
|                                         | T : Tenant du titre 2007-2008 P : Promu en 2007-2008 C : Vainqueur de la Coupe de la Constitution |

#### Matchs
| Résultats (▼dom., ►ext.)                                   | Eng  | Int | Lus | Pri | Ran | FCSC | UESC | UESJ |
| UE Engordany                                               |      | 3-2 | 0-4 | 2-3 | 5-4 | 0-7  | 1-4  | 1-7  |
| Inter Club d'Escaldes                                      | 2-4  |     | 0-4 | 0-1 | 3-1 | 0-6  | 2-2  | 1-5  |
| FC Lusitanos                                               | 4-1  | 2-0 |     | 2-1 | 5-2 | 0-2  | 5-1  | 0-1  |
| CE Principat                                               | 4-1  | 2-0 | 2-3 |     | 5-4 | 0-7  | 5-0  | 0-6  |
| FC Ranger's                                                | 4-1  | 1-2 | 1-3 | 0-7 |     | 0-12 | 0-3  | 2-6  |
| FC Santa Coloma                                            | 6-0  | 8-0 | 0-2 | 0-0 | 4-1 |      | 0-0  | 1-0  |
| UE Santa Coloma                                            | 6-2  | 4-0 | 3-2 | 0-1 | 9-1 | 1-4  |      | 2-2  |
| UE Sant Julià                                              | 18-0 | 5-0 | 3-0 | 6-1 | 6-1 | 1-1  | 3-0  |      |
| - Victoire à domicile - Match nul - Victoire à l'extérieur |      |     |     |     |     |      |      |      |

### Phase 2

#### Classements
Les classements sont établis sur le barème de points classique (victoire à 3 points, match nul à 1, défaite à 0).
Pour départager les égalités, on tient d'abord compte de la différence de buts générale, puis du nombre de buts marqués, puis des confrontations directes et enfin si la qualification ou la relégation est en jeu, les deux équipes jouent une rencontre d'appui sur terrain neutre.
| Rang | Équipe              | Pts | J  | G  | N | P  | Bp | Bc | Diff |
| ---- | ------------------- | --- | -- | -- | - | -- | -- | -- | ---- |
| 1    | UE Sant Julià       | 50  | 20 | 16 | 2 | 2  | 84 | 15 | +69  |
| 2    | FC Santa Coloma T C | 48  | 20 | 15 | 3 | 2  | 75 | 12 | +63  |
| 3    | CE Principat        | 31  | 20 | 10 | 1 | 9  | 38 | 47 | -9   |
| 4    | FC Lusitanos        | 30  | 20 | 10 | 0 | 10 | 39 | 30 | +9   |

| Rang | Équipe                | Pts | J  | G  | N | P  | Bp | Bc  | Diff |
| ---- | --------------------- | --- | -- | -- | - | -- | -- | --- | ---- |
| 5    | UE Santa Coloma P     | 39  | 20 | 12 | 3 | 5  | 65 | 31  | +34  |
| 6    | UE Engordany          | 21  | 20 | 7  | 0 | 13 | 39 | 88  | -49  |
| 7    | Inter Club d'Escaldes | 13  | 20 | 4  | 1 | 15 | 25 | 68  | -43  |
| 8    | FC Ranger's           | 3   | 20 | 1  | 0 | 19 | 26 | 100 | -74  |

| Légende : Qualifications et relégations | Légende : Qualifications et relégations                                                           |
| --------------------------------------- | ------------------------------------------------------------------------------------------------- |
|                                         | Ligue des champions de l'UEFA 2009-2010 (1er Tour de qualification des champions)                 |
|                                         | Ligue Europa 2009-2010 (1er Tour de qualification)                                                |
|                                         | Qualification pour les barrages de relégation en Segona Divisió                                   |
|                                         | Relégation en Segona Divisió                                                                      |
|                                         | T : Tenant du titre 2007-2008 P : Promu en 2007-2008 C : Vainqueur de la Coupe de la Constitution |

#### Matchs
| Résultats (▼dom., ►ext.)                                   | Lus | Pri | FCSC | UESJ |
| FC Lusitanos                                               |     | 1-2 | 0-2  | 0-1  |
| CE Principat                                               | 2-1 |     | 1-4  | 0-2  |
| FC Santa Coloma                                            | 3-1 | 3-1 |      | 3-1  |
| UE Sant Julià                                              | 3-0 | 5-0 | 3-2  |      |
| - Victoire à domicile - Match nul - Victoire à l'extérieur |     |     |      |      |

| Résultats (▼dom., ►ext.)                                   | Eng | Esc | Ran | UESC |
| UE Engordany                                               |     | 4-2 | 4-0 | 2-3  |
| Inter Club d'Escaldes                                      | 2-4 |     | 4-2 | 1-5  |
| FC Ranger's                                                | 0-4 | 2-4 |     | 0-5  |
| UE Santa Coloma                                            | 6-0 | 3-0 | 8-0 |      |
| - Victoire à domicile - Match nul - Victoire à l'extérieur |     |     |     |      |

### Barrage
À la fin de la saison, l'Inter Club d'Escaldes, avant-dernier de Primera Divisió a affronté la deuxième meilleure équipe de Segunda Divisió, l'Atlètic Club d'Escaldes, et s'est maintenu.
|        | Club                    | Score    | Club                    |
| Aller  | Inter Club d'Escaldes   | 2-1      | Atlètic Club d'Escaldes |
| Retour | Atlètic Club d'Escaldes | 2-1 9-10 | Inter Club d'Escaldes   |

## Bilan de la saison
| Tableau d'Honneur        |                 |
| Compétition              | Vainqueur       |
| Primera Divisió          | UE Sant Julià   |
| Coupe de la Constitution | FC Santa Coloma |
| Supercoupe d'Andorre     | FC Santa Coloma |

| Qualifications européennes 2009-2010    |                 |
| Ligue des champions                     | Qualifiés       |
| 1er tour de qualification des champions | UE Sant Julià   |
| Ligue Europa                            | Qualifiés       |
| 1er tour de qualification               | FC Santa Coloma |

| Promotions et relégations  |             |
| Relégués en Segona Divisió | FC Ranger's |
| Promus de Segona Divisió   | FC Encamp   |